# Le Val
Le Val är en kommun i departementet Var i regionen Provence-Alpes-Côte d'Azur i sydöstra Frankrike. Kommunen ligger i kantonen Brignoles som tillhör arrondissementet Brignoles. År 2022 hade Le Val 4 257 invånare.

## Befolkningsutveckling
Antalet invånare i kommunen Le Val
| Referens: INSEE |